# Gl 775
Gliese 775 (HD 190007, V1654 Aquila) je proměnná hvězda typu K s spektrálním typem K5 V, která se nachází v souhvězdí Orla. Hvězda je vzdálena od Země přibližně 41,5 světelných let (12,7 parseků) podle měření paralaxy provedených sondou Gaia. S aktuální radiální rychlostí −30,3 km/s se hvězda přibližuje k Slunci a je předpovězeno, že za 375 000 let dosáhne minimální vzdálenosti 11,8 světelných let.
Gliese 775 je oranžový trpaslík se 77% hmotnosti a 80% poloměru Slunce (M☉, R☉). Jeho absolutní jas je 6,91 magnitudy, zatímco z aktuální vzdálenosti má hvězda zdánlivou velikost 7,46, což je příliš slabé na viditelnost pouhým okem. Hvězda vyzařuje 24% slunečního jasu (L☉) z fotosféry s efektivní teplotou povrchu přibližně 4 610 K.
Variabilita jasnosti Gliese 775 byla objevena Georgem Wesley Lockwoodem a kolegy na základě dat z fotometrického programu Lowell Observatory, který probíhal v letech 1984–1995. V roce 1997 byla hvězdě přiřazena proměnná hvězda s označením V1654 Aquilae. Hvězda je klasifikována jako proměnná BY Draconis, což znamená, že vykazuje mírnou úroveň magnetické aktivity v její chromosféře s cyklem aktivity trvajícím 13,7 let.
Gliese 775 vykazuje mírné zvýšené koncentrace kovů a její věk je nejistý. Hvězda rotuje s periodou otáčení 28,6 dnů, což je pomalejší než u Slunce. Spektrum hvězdy odpovídá hlavní posloupnosti a potvrzuje její klasifikaci jako K5 V.
Navíc byla objevena blízko obíhající exoplaneta, která obíhá okolo Gliese 775, což z této hvězdy činí zajímavý objekt pro další studium planetárních systémů v naší galaxii.

## Planetární systém
| Exoplaneta | Hmotnost (v násobcích Země) | Velká poloosa (v AU) | Oběžná doba (dny) | Excentricita  |
| ---------- | --------------------------- | -------------------- | ----------------- | ------------- |
| b          | ≥15,5 ± 1,2                 | 0,092 ± 0,0008       | 11,724 ± 0,0001   | 0,136 ± 0,085 |